# Waldemar de Prusia
Valdemar o Waldemar de Prusia (10 de febrero de 1868 - 27 de marzo de 1879) fue el sexto hijo del entonces príncipe heredero Federico III y de Victoria, princesa real del Reino Unido, hija de la reina Victoria de Gran Bretaña e Irlanda y de Alberto de Sajonia-Coburgo-Gotha.

## Infancia
Waldemar nació 2 años después de la muerte de su hermano Segismundo y atrajo el cariño de sus padres. Se le describe como un chico alegre, de gran sensibilidad y sinceridad impecable. Rápidamente se aficionó a los estudios impuestos por su madre la cual pensó que era un placer enseñarle. El príncipe también es conocido por su amor por los animales. Un día, mientras visitaba a su abuela Victoria en la Isla de Wight, voluntariamente deja que su cocodrilo doméstico deambule libremente, lo que asusta a su abuela. Cerca de esta última, Waldemar le ofrece regularmente rocas y minerales que la reina atesora. Fue obligado a estudiar en establecimientos de prestigio. 
Su madre Vicky  escribió que iba a ser infeliz cuando Valdemar se fuera a la escuela, "como él es mi niño". Ella parecía preferirlo más a que a sus hijos mayores, Guillermo y Enrique. En su undécimo cumpleaños, su madre le escribió a la reina Victoria sobre él:

“Es un niño tan encantador y aunque es enérgico y, a veces, no es fácil de controlar, es tan confiable y honesto ... Si el cielo lo perdona, estoy seguro de que será amado en todas partes y de que se confiará en él, se convierte ".

Se unió a la edad de diez años el 1 er regimiento de infantería de la Guardia prusiana como teniente. En 10 de febrero de 1878, fue nombrado miembro de la Orden del Águila Negra por su abuelo Guillermo I.

## Muerte
Durante el invierno de 1878, una epidemia de difteria azotó al imperio. Ello afectó a su madre, que fue víctima de la misma, así como, a finales de 1878, a su hermana la Gran Duquesa Alicia, hermana de la Princesa Heredera Victoria y la hija menor de esta María. En marzo de 1879, el príncipe Waldemar padecía difteria. A pesar de las muchas medidas tomadas para promover su recuperación, no se recuperó de la enfermedad y murió en Berlín a finales de mes a la edad de 11 años. Su madre cayó rota del dolor y revivió la pérdida de su Sigi trece años antes.
Después de su muerte, el príncipe Waldemar fue enterrado junto a su hermano Sigi, en la Capilla de Segismundo de la Iglesia de la Paz de Potsdam. Después de la muerte de su padre en 1888 y la finalización del Mausoleo de este, los ataúdes fueron trasladados allí. Reinhold Begas recibió el encargo de fabricar un sarcófago de mármol para Waldemar. Hoy el príncipe descansa a la izquierda en el ábside del mausoleo, junto a su hermano. Sus padres están enterrados no muy lejos de ellos, en el centro del mausoleo, directamente bajo la cúpula.
En el Salón Azul del Castillo de Hohenzollern cuelga un cuadro de Waldemar que su madre pintó alrededor de 1878.

## Ancestros
|  |                                                  |  |  |  |  |  |  |  |  |  |  |  |  |  |  |  |
|  | 16. Federico Guillermo II de Prusia              |  |  |  |  |  |  |  |  |  |  |  |  |  |  |  |
|  |                                                  |  |  |  |  |  |  |  |  |  |  |  |  |  |  |  |
|  |                                                  |  |  |  |  |  |  |  |  |  |  |  |  |  |  |  |
|  | 8. Federico Guillermo III de Prusia              |  |  |  |  |  |  |  |  |  |  |  |  |  |  |  |
|  |                                                  |  |  |  |  |  |  |  |  |  |  |  |  |  |  |  |
|  |                                                  |  |  |  |  |  |  |  |  |  |  |  |  |  |  |  |
|  | 17. Federica Luisa de Hesse-Darmstadt            |  |  |  |  |  |  |  |  |  |  |  |  |  |  |  |
|  |                                                  |  |  |  |  |  |  |  |  |  |  |  |  |  |  |  |
|  |                                                  |  |  |  |  |  |  |  |  |  |  |  |  |  |  |  |
|  | 4. Guillermo I de Alemania                       |  |  |  |  |  |  |  |  |  |  |  |  |  |  |  |
|  |                                                  |  |  |  |  |  |  |  |  |  |  |  |  |  |  |  |
|  |                                                  |  |  |  |  |  |  |  |  |  |  |  |  |  |  |  |
|  | 18. Carlos II de Mecklemburgo-Strelitz           |  |  |  |  |  |  |  |  |  |  |  |  |  |  |  |
|  |                                                  |  |  |  |  |  |  |  |  |  |  |  |  |  |  |  |
|  |                                                  |  |  |  |  |  |  |  |  |  |  |  |  |  |  |  |
|  | 9. Luisa de Mecklemburgo-Strelitz                |  |  |  |  |  |  |  |  |  |  |  |  |  |  |  |
|  |                                                  |  |  |  |  |  |  |  |  |  |  |  |  |  |  |  |
|  |                                                  |  |  |  |  |  |  |  |  |  |  |  |  |  |  |  |
|  | 19. Federica Carolina de Hesse-Darmstadt         |  |  |  |  |  |  |  |  |  |  |  |  |  |  |  |
|  |                                                  |  |  |  |  |  |  |  |  |  |  |  |  |  |  |  |
|  |                                                  |  |  |  |  |  |  |  |  |  |  |  |  |  |  |  |
|  | 2. Federico III de Alemania                      |  |  |  |  |  |  |  |  |  |  |  |  |  |  |  |
|  |                                                  |  |  |  |  |  |  |  |  |  |  |  |  |  |  |  |
|  |                                                  |  |  |  |  |  |  |  |  |  |  |  |  |  |  |  |
|  | 20. Carlos Augusto de Sajonia-Weimar-Eisenach    |  |  |  |  |  |  |  |  |  |  |  |  |  |  |  |
|  |                                                  |  |  |  |  |  |  |  |  |  |  |  |  |  |  |  |
|  |                                                  |  |  |  |  |  |  |  |  |  |  |  |  |  |  |  |
|  | 10. Carlos Federico de Sajonia-Weimar-Eisenach   |  |  |  |  |  |  |  |  |  |  |  |  |  |  |  |
|  |                                                  |  |  |  |  |  |  |  |  |  |  |  |  |  |  |  |
|  |                                                  |  |  |  |  |  |  |  |  |  |  |  |  |  |  |  |
|  | 21. Luisa Augusta de Hesse-Darmstadt             |  |  |  |  |  |  |  |  |  |  |  |  |  |  |  |
|  |                                                  |  |  |  |  |  |  |  |  |  |  |  |  |  |  |  |
|  |                                                  |  |  |  |  |  |  |  |  |  |  |  |  |  |  |  |
|  | 5. Augusta de Sajonia-Weimar-Eisenach            |  |  |  |  |  |  |  |  |  |  |  |  |  |  |  |
|  |                                                  |  |  |  |  |  |  |  |  |  |  |  |  |  |  |  |
|  |                                                  |  |  |  |  |  |  |  |  |  |  |  |  |  |  |  |
|  | 22. Pablo I de Rusia                             |  |  |  |  |  |  |  |  |  |  |  |  |  |  |  |
|  |                                                  |  |  |  |  |  |  |  |  |  |  |  |  |  |  |  |
|  |                                                  |  |  |  |  |  |  |  |  |  |  |  |  |  |  |  |
|  | 11. María Pávlovna de Rusia                      |  |  |  |  |  |  |  |  |  |  |  |  |  |  |  |
|  |                                                  |  |  |  |  |  |  |  |  |  |  |  |  |  |  |  |
|  |                                                  |  |  |  |  |  |  |  |  |  |  |  |  |  |  |  |
|  | 23. Sofía Dorotea de Württemberg                 |  |  |  |  |  |  |  |  |  |  |  |  |  |  |  |
|  |                                                  |  |  |  |  |  |  |  |  |  |  |  |  |  |  |  |
|  |                                                  |  |  |  |  |  |  |  |  |  |  |  |  |  |  |  |
|  | 1. Príncipe Valdemar de Prusia                   |  |  |  |  |  |  |  |  |  |  |  |  |  |  |  |
|  |                                                  |  |  |  |  |  |  |  |  |  |  |  |  |  |  |  |
|  |                                                  |  |  |  |  |  |  |  |  |  |  |  |  |  |  |  |
|  | 24. Francisco de Sajonia-Coburgo-Saalfeld        |  |  |  |  |  |  |  |  |  |  |  |  |  |  |  |
|  |                                                  |  |  |  |  |  |  |  |  |  |  |  |  |  |  |  |
|  |                                                  |  |  |  |  |  |  |  |  |  |  |  |  |  |  |  |
|  | 12. Ernesto I de Sajonia-Coburgo-Gotha           |  |  |  |  |  |  |  |  |  |  |  |  |  |  |  |
|  |                                                  |  |  |  |  |  |  |  |  |  |  |  |  |  |  |  |
|  |                                                  |  |  |  |  |  |  |  |  |  |  |  |  |  |  |  |
|  | 25. Augusta de Reuss-Ebersdorf                   |  |  |  |  |  |  |  |  |  |  |  |  |  |  |  |
|  |                                                  |  |  |  |  |  |  |  |  |  |  |  |  |  |  |  |
|  |                                                  |  |  |  |  |  |  |  |  |  |  |  |  |  |  |  |
|  | 6. Alberto de Sajonia-Coburgo-Gotha              |  |  |  |  |  |  |  |  |  |  |  |  |  |  |  |
|  |                                                  |  |  |  |  |  |  |  |  |  |  |  |  |  |  |  |
|  |                                                  |  |  |  |  |  |  |  |  |  |  |  |  |  |  |  |
|  | 26. Augusto de Sajonia-Gotha-Altenburgo          |  |  |  |  |  |  |  |  |  |  |  |  |  |  |  |
|  |                                                  |  |  |  |  |  |  |  |  |  |  |  |  |  |  |  |
|  |                                                  |  |  |  |  |  |  |  |  |  |  |  |  |  |  |  |
|  | 13. Luisa de Sajonia-Gotha-Altenburgo            |  |  |  |  |  |  |  |  |  |  |  |  |  |  |  |
|  |                                                  |  |  |  |  |  |  |  |  |  |  |  |  |  |  |  |
|  |                                                  |  |  |  |  |  |  |  |  |  |  |  |  |  |  |  |
|  | 27. Luisa Carlota de Mecklemburgo-Schwerin       |  |  |  |  |  |  |  |  |  |  |  |  |  |  |  |
|  |                                                  |  |  |  |  |  |  |  |  |  |  |  |  |  |  |  |
|  |                                                  |  |  |  |  |  |  |  |  |  |  |  |  |  |  |  |
|  | 3. Victoria, Princesa real                       |  |  |  |  |  |  |  |  |  |  |  |  |  |  |  |
|  |                                                  |  |  |  |  |  |  |  |  |  |  |  |  |  |  |  |
|  |                                                  |  |  |  |  |  |  |  |  |  |  |  |  |  |  |  |
|  | 28. Jorge III del Reino Unido                    |  |  |  |  |  |  |  |  |  |  |  |  |  |  |  |
|  |                                                  |  |  |  |  |  |  |  |  |  |  |  |  |  |  |  |
|  |                                                  |  |  |  |  |  |  |  |  |  |  |  |  |  |  |  |
|  | 14. Eduardo de Kent                              |  |  |  |  |  |  |  |  |  |  |  |  |  |  |  |
|  |                                                  |  |  |  |  |  |  |  |  |  |  |  |  |  |  |  |
|  |                                                  |  |  |  |  |  |  |  |  |  |  |  |  |  |  |  |
|  | 29. Carlota de Mecklemburgo-Strelitz             |  |  |  |  |  |  |  |  |  |  |  |  |  |  |  |
|  |                                                  |  |  |  |  |  |  |  |  |  |  |  |  |  |  |  |
|  |                                                  |  |  |  |  |  |  |  |  |  |  |  |  |  |  |  |
|  | 7. Victoria del Reino Unido                      |  |  |  |  |  |  |  |  |  |  |  |  |  |  |  |
|  |                                                  |  |  |  |  |  |  |  |  |  |  |  |  |  |  |  |
|  |                                                  |  |  |  |  |  |  |  |  |  |  |  |  |  |  |  |
|  | 30. Francisco de Sajonia-Coburgo-Saalfeld (= 24) |  |  |  |  |  |  |  |  |  |  |  |  |  |  |  |
|  |                                                  |  |  |  |  |  |  |  |  |  |  |  |  |  |  |  |
|  |                                                  |  |  |  |  |  |  |  |  |  |  |  |  |  |  |  |
|  | 15. Victoria de Sajonia-Coburgo-Saalfeld         |  |  |  |  |  |  |  |  |  |  |  |  |  |  |  |
|  |                                                  |  |  |  |  |  |  |  |  |  |  |  |  |  |  |  |
|  |                                                  |  |  |  |  |  |  |  |  |  |  |  |  |  |  |  |
|  | 31. Augusta de Reuss-Ebersdorf (= 25)            |  |  |  |  |  |  |  |  |  |  |  |  |  |  |  |
|  |                                                  |  |  |  |  |  |  |  |  |  |  |  |  |  |  |  |
|  |                                                  |  |  |  |  |  |  |  |  |  |  |  |  |  |  |  |